# Ar-Rahmān (Sure)

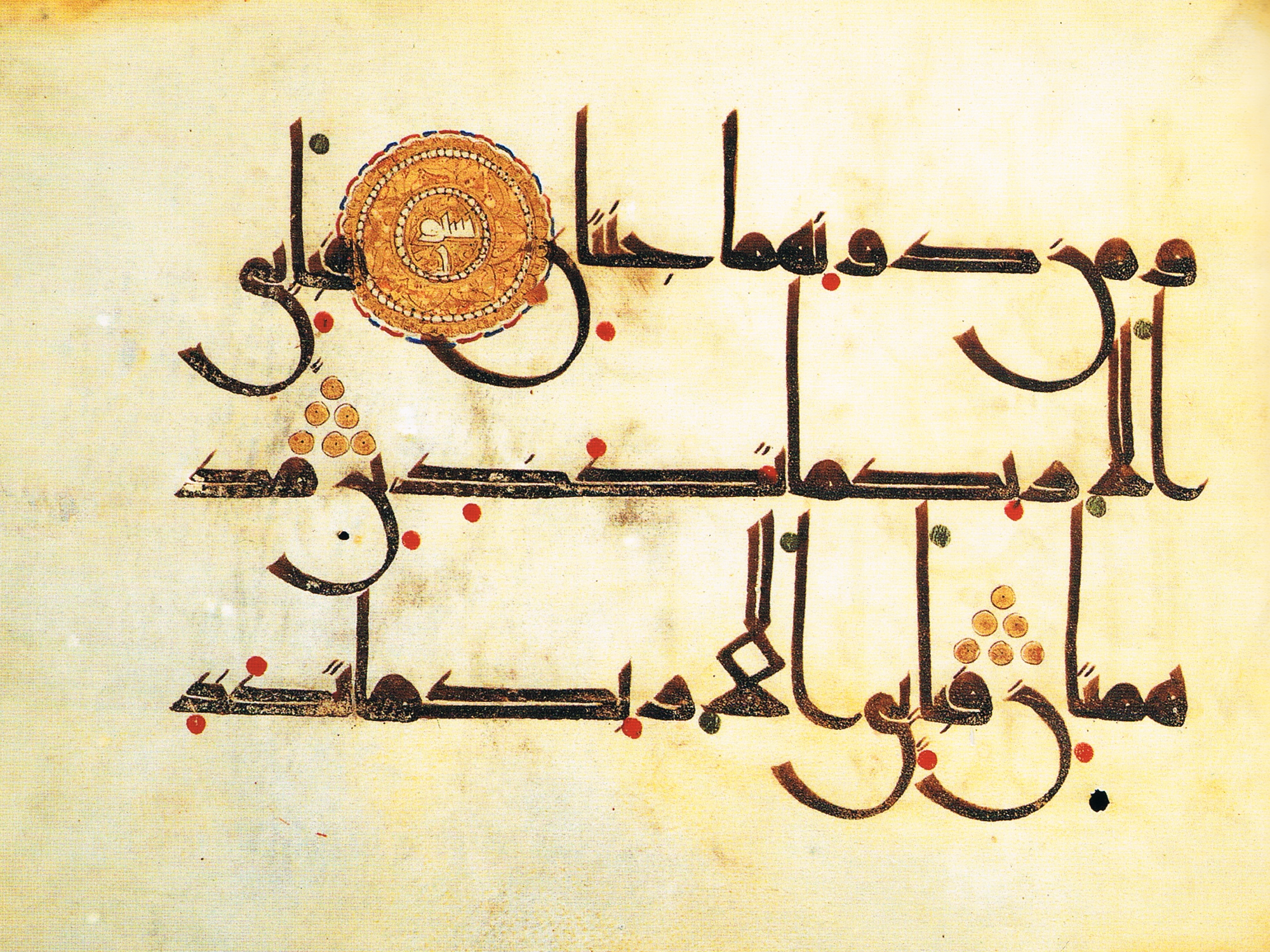
Koranblatt im Kufi-Duktus mit Sure 55:62–65 (‚Darunter gibt es zwei weitere Gärten / – welche von den Wohltaten eures Herrn wollt ihr denn leugnen? – / von tiefem Grün. / Welche von den Wohltaten eures Herrn wollt ihr denn leugnen?‘), golden illuminiert, 10. Jahrhundert

Ar-Rahmān (arabisch الرحمن, DMG ar-Raḥmān ‚Der Barmherzige‘) ist der Name der 55. Sure des Korans. Sie besteht aus 78 Versen, von denen jedoch einer refrainartig 31 Mal wiederholt wird. Der Name der Sure, der als Gottesname auch wesentlicher Bestandteil der Basmala ist, ist dem ersten Vers entnommen und wohl die früheste Bezeugung des auf rabbinische und altsüdarabische Vorbilder zurückgehenden Begriffes im Koran. Inhaltlich hervorzuheben ist vor allem die ausführliche Paradiesbeschreibung, die in späteren Suren häufig wieder aufgegriffen und entfaltet wurde.

## Zeitliche Einordnung
Die zeitliche Einordnung der Sure gestaltet sich schwierig und ist teilweise umstritten. Die von der Kairoer Druckausgabe aufgegriffene traditionelle islamische Chronologisierung sieht die Sure als medinensisch. Theodor Nöldeke hingegen zählt ar-Rahmān in seiner Chronologie des Korans aufgrund der recht kurzen Verslänge zu den frühmekkanischen Suren. Die Ansprache in den Versen 8–9 hält er jedoch aufgrund ihres Inhalts und den Vers 33 aufgrund seiner überdurchschnittlichen Länge für spätere Zusätze. Vor allem die erste Annahme wird von Angelika Neuwirth deutlich zurückgewiesen, da sie den Zusammenhang zwischen Kosmologie und Ethik nicht erkenne und auch formal nicht zu halten sei; im 33. Vers ließe sich jedoch eventuell der Passus yā-maʿšara l-ǧinni wa-l-ʾinsi als späterer Einschub extrahieren. Innerhalb der frühmekkanischen Suren zähle ar-Rahmān aufgrund ihrer Innovationen zu einer recht späten Gruppe.

## Inhalt, Kommentar und Deutung
Das wohl offensichtlichste Charakteristikum der Sure ar-Rahmān ist ihr Refrain, der beginnend mit dem 13. Vers alle zwei bis drei Verse wiederholt wird:
„Welche von den Wohltaten eures Herrn wollt ihr (beiden) denn leugnen?“
fa-bi-ayyi ālāʾi rabbikumā tukaḏḏibāni
arabisch فَبِأَىِّ ءَالَآءِ رَبِّكُمَا تُكَذِّبَانِ
Einen vergleichbaren Refrain weist lediglich die Sure 77 mit der Zeile وَيۡلٌۭ يَوۡمَئِذٍۢ لِّلۡمُكَذِّبِينَ / wailun yaumaʾiḏin li-l-mukaḏḏibīna / ‚Wie schlecht ist es an jenem Tag um diejenigen bestellt, die (unsere Botschaft) für Lüge erklären!‘ auf, die hier zehnmal wiederholt wird. Der Wechsel zwischen der gleichbleibenden Mahnung und ihren verschiedenen Ausdeutungen verleiht der Sure einen liturgischen, litaneiartigen Charakter.
Inhaltlich ist die Sure dreigeteilt in Hymnus, Polemik und eschatologische Szenen von Hölle und Paradies, wobei die genaue Grenzziehung zwischen den Surenteilen umstritten ist: Möglich ist eine erste Zäsur sowohl mit dem erstmaligen Auftreten des Refrains als auch mit dem 31. Vers, in dem die Preisung der Schöpfung erstmals in das Motiv des Jüngsten Gerichtes übergeht. Ferner lässt sich der Beginn des eschatologischen Schlussteils entweder bereits mit Vers 37 oder erst mit Vers 46 ansetzen.
Auffallend ist der in der Sure besonders häufige Gebrauch von Dualformen, der nicht nur in der gleichzeitigen Ansprache von Dschinn und Menschen, sondern auch besonders prägnant in der Paradiesbeschreibung und einigen weiteren paarig oder antithetisch gestalteten Motiven Verwendung findet. Nöldeke sah dies als im Reimzwang begründet: „Wenn z. B. in der 55. Sure von zwei himmlischen Gärten die Rede ist mit je zwei Quellen und zwei Arten von Früchten und noch zwei anderen ähnlichen Gärten, so sieht man deutlich, daß die Duale dem Reime zuliebe gebraucht sind.“ Neuwirth hält dem jedoch die inhaltliche Bedeutsamkeit der so gekennzeichneten Gedanken und Bilder entgegen sowie den Umstand, dass dem Gebrauch des Duals bereits in der vorislamischen Dichtkunst eine „spezifisch poetische Stilnuance“ zu eigen war.
Tatsächlich könne der Dualismus gar als „göttliche Hypostase“ oder als Entfaltung und Bestätigung der in Sure 51:49 aufgeworfenen These der paarweisen Erschaffung alles irdischen Lebens angesehen werden: وَمِن كُلِّ شَىۡءٍ خَلَقۡنَا زَوۡجَيۡنِ لَعَلَّكُمۡ تَذَكَّرُونَ / wa-min kulli šaiʾin ḫalaqnā zauǧaini laʿallakum taḏakkarūna / ‚Und von allem (Lebendigen) haben wir ein Paar geschaffen. Vielleicht würdet ihr euch mahnen lassen.‘ Darüber hinaus wies sie auch auf Parallelen zwischen der Sure und dem biblischen Psalm 136 hin.
In späteren Offenbarungen werden die Motive der Sure des Öfteren wieder aufgegriffen, so etwa in Sure 53:55 mit Bezugnahme auf den Refrain: فَبِأَىِّ ءَالَآءِ رَبِّكَ تَتَمَارَىٰ / fa-bi-ayyi ālāʾi rabbika tatamārā / ‚Welche von den Wohltaten deines Herrn willst du denn bestreiten?‘ In den späteren medinensischen Suren wird das in Sure 55 nur rudimentär angedeutete Thema der Huris konzeptuell deutlich erweitert.

## Rezeption und Wertung
In der Prophetenbiographie von Ibn Ishāq wird berichtet, dass der Prophetengefährte Ibn Masʿūd die Sure rezitiert habe, um seinen Widersachern in Mekka zu trotzen, und von ihnen darum körperlich schwer angegriffen und verletzt worden sei. Dessen ungeachtet habe er versichert, dass „Gottes Feinde niemals leichter zu ertragen“ gewesen seien als in jenem Augenblick, und dass er gerne am nächsten Tag wieder zu ihnen gehen wollte, um ihnen vorzutragen. Tilman Nagel sieht nirgends im Koran „das Lob des gütigen Schöpfergottes mit so bewegenden Worten gesungen“ wie in ar-Rahmān, wundert sich jedoch über die Darstellung der Höllenqualen in den Versen 35–45, die ihm an der Stelle unpassend erscheint. Angelika Neuwirth zufolge kann die Sure insgesamt „als der poetischste Text des Koran gelten“. In Heinrich Speyers Die biblischen Erzählungen im Qoran wird eine thematische Verwandtschaft zwischen dieser Sure und dem Psalm 136 festgestellt.

## Trivia
Der sich auf Gott beziehende Ausdruck „der den Himmel erhoben hat“ im 7. Vers findet sich auch in der Nationalhymne Katars.